# Gran Premio del Belgio 1931
Il Gran Premio del Belgio 1931 fu la IIIª edizione del Gran Premio del Belgio, si svolse sul circuito di Spa-Francorchamps e fu valido quale terza prova del Campionato europeo di automobilismo 1931.

## Contesto
Il R.A.C.B. -Royal Automobile-Club de Belgique- organizzatore dell'evento, decise di disputare la corsa si disputò in accordo alla Formula Internazionale, che prevedeva una durata di 10 ore e la presenza di due piloti per vettura, come per i precedenti GP d'Italia e di Francia: la gara risultò particolarmente prestigiosa, poiché il titolo di campione europeo era ancora in ballo e si sarebbe assegnato proprio in Belgio. Sia l'Alfa Romeo che la Bugatti iscrissero tre vetture ufficiali e il totale dei partenti fu di sole dodici automobili, anche a causa dell'assenza della Maserati, che aveva deciso di disertare la corsa per poter meglio prepararsi al successivo Gran Premio di Germania, che si sarebbe disputato la settimana seguente.

## La gara
Durante le prime ore di gara vi fu un'aspra lotta tra la Bugatti di Achille Varzi e l'Alfa Romeo di Tazio Nuvolari e quando il piemontese cedette il volante al copilota Louis Chiron la Bugatti mantenne la testa della corsa per tutte le fasi centrali della competizione, fino al ritiro per un guasto al magnete.

Anche l'Alfa Romeo di Campari/Zehender fu costretta al ritiro, con l'italiano che dovette rinunciare alla lotta al titolo di campione europeo. In seguito la coppia Nuvolari/Borzacchini (Alfa Romeo) si issò al primo posto della classifica per un lungo tempo, cedendo la posizione solo durante l'ultima ora.
La gara fu portata a termine da otto dei 12 equipaggi che presero il via e fu vinta a sorpresa dall'equipaggio Grover/Conelli, che alla vigilia non erano certo considerati tra i favoriti, grazie ad una migliore strategia nelle soste ai box, seguiti da Nuvolari/Borzacchini e dall'Alfa Romeo di Minoia/Minozzi, con Birkin/Lewis (su Alfa Romeo privata) al quarto posto, Stoffel/Ivanowski (Mercedes-Benz) al quinto, Pesato/Félix (Alfa Romeo) al sesto e Charles Montier/Ducolombier (Montier-Ford) ultima vettura al traguardo, mentre i ritirati furono Divo/Bouriat (Bugatti), Wimille/Gaupillat (Bugatti) e Ferdinand Montier, jr. (Montier-Ford).

## Classifica finale
| Pos. | Nº | Pilota                  | Scuderia   | Auto                 | Giri | Distacco/Causa ritiro | Griglia | Pt. |
| ---- | -- | ----------------------- | ---------- | -------------------- | ---- | --------------------- | ------- | --- |
| 1    | 4  | William Grover-Williams | Privata    | Bugatti T51          | 88   |                       | 2       | 1   |
| 1    | 4  | Caberto Conelli         | Privata    | Bugatti T51          | 88   | 1                     | 2       |     |
| 2    | 10 | Tazio Nuvolari          | Alfa Corse | Alfa Romeo 6C-1750   | 88   |                       | 5       | 2   |
| 2    | 10 | Baconin Borzacchini     | Alfa Corse | Alfa Romeo 6C-1750   | 88   | 2                     | 5       |     |
| 3    | 2  | Ferdinando Minoia       | Alfa Corse | Alfa Romeo 6C-1750   | 85   | +3 Giri               | 3       | 3   |
| 3    | 2  | Giovanni Minozzi        | Alfa Corse | Alfa Romeo 6C-1750   | 85   | +3 Giri               | 3       | 3   |
| 4    | 16 | Henry Birkin            | Alfa Corse | Alfa Romeo 8C-2300LM | 83   | +5 Giri               | 8       | 4   |
| 4    | 16 | Brian Lewis             | Alfa Corse | Alfa Romeo 8C-2300LM | 83   | +5 Giri               | 8       | 4   |
| 5    | 8  | Henri Stoffel           | Privata    | Mercedes-Benz SSK    | 81   | +7 Giri               | 6       | 4   |
| 5    | 8  | Boris Ivanowski         | Privata    | Mercedes-Benz SSK    | 81   | +7 Giri               | 6       | 4   |
| 6    | 24 | Jean Pesato             | Privata    | Alfa Romeo 6C-1750   | 73   | +15 Giri              | 10      | 4   |
| 6    | 24 | Pierre Félix            | Privata    | Alfa Romeo 6C-1750   | 73   | +15 Giri              | 10      | 4   |
| 7    | 18 | Jean-Pierre Wimille     | Privata    | Bugatti T51          | 65   | +23 Giri              | 7       | 5   |
| 7    | 18 | Jean Gaupillat          | Privata    | Bugatti T51          | 65   | +23 Giri              | 7       | 5   |
| 8    | 22 | Charles Montier         | Privata    | Montier-Ford         | 58   | +30 Giri              | 11      | 5   |
| 8    | 22 | "Ducolombier"           | Privata    | Montier-Ford         | 58   | +30 Giri              | 11      | 5   |
| Rit. | 20 | François Montier        | Privata    | Montier-Ford         | 56   | Differenziale         | 12      | 5   |
| Rit. | 6  | Albert Divo             | Bugatti    | Bugatti T51          | 51   | Guasto meccanico      | 1       | 5   |
| Rit. | 6  | Guy Bouriat             | Bugatti    | Bugatti T51          | 51   | Guasto meccanico      | 1       | 5   |
| Rit. | 12 | Achille Varzi           | Bugatti    | Bugatti T51          | 44   | Guasto al magnete     | 4       | 5   |
| Rit. | 12 | Louis Chiron            | Bugatti    | Bugatti T51          | 44   | Guasto al magnete     | 4       | 5   |
| Rit. | 14 | Giuseppe Campari        | Alfa Corse | Alfa Romeo 6C-1750   | 40   | Principio di incendio | 9       | 6   |
| Rit. | 14 | Goffredo Zehender       | Alfa Corse | Alfa Romeo 6C-1750   | 40   | Principio di incendio | 9       | 6   |

## Griglia di partenza[3]
| Prima fila   | 3 Pos.                              | 2 Pos.                                  | 1 Pos.                        |
| ------------ | ----------------------------------- | --------------------------------------- | ----------------------------- |
|              | / Minoia / Minozzi Alfa Romeo       | / Grover-Williams / Conelli Bugatti     | / Divo / Bouriat Bugatti      |
| Seconda fila | 3 Pos.                              | 2 Pos.                                  | 1 Pos.                        |
|              | / Stoffel / Ivanowski Mercedes-Benz | / Nuvolari / Borzacchini Alfa Romeo     | / Varzi / Chiron Bugatti      |
| Terza fila   | 3 Pos.                              | 2 Pos.                                  | 1 Pos.                        |
|              | / Campari / Zehender Alfa Romeo     | / Birkin / Lewis Alfa Romeo             | / Wimille / Gaupillat Bugatti |
| Quarta fila  | 3 Pos.                              | 2 Pos.                                  | 1 Pos.                        |
|              | F. Montier Montier-Ford             | / C. Montier / Ducolombier Montier-Ford | / Pesato / Félix Alfa Romeo   |